# 991년

## 연호
- 북송(北宋) 순화(淳化) 2년
- 요(遼) 통화(統和) 9년
- 일본(日本) 쇼랴쿠(正暦) 2년
- 전 레 왕조(前黎朝) 흥통(興統) 3년

## 기년
- 북송(北宋) 태종(太宗) 16년
- 요(遼) 성종(聖宗) 10년
- 고려(高麗) 성종(成宗) 10년
- 전 레 왕조(前黎朝) 대행제(大行帝) 12년

## 탄생
- 고려 8대 국왕 현종